# سیارک ۸۳۹۷
سیارک ۸۳۹۷ (به انگلیسی: 8397 Chiakitanaka، نامگذاری:1993XO) هشت هزار و سیصد و نود و هفتمین سیارک کشف شده‌است که در ۸ دسامبر ۱۹۹۳ کشف شد.